# Найзаможніші жінки світу

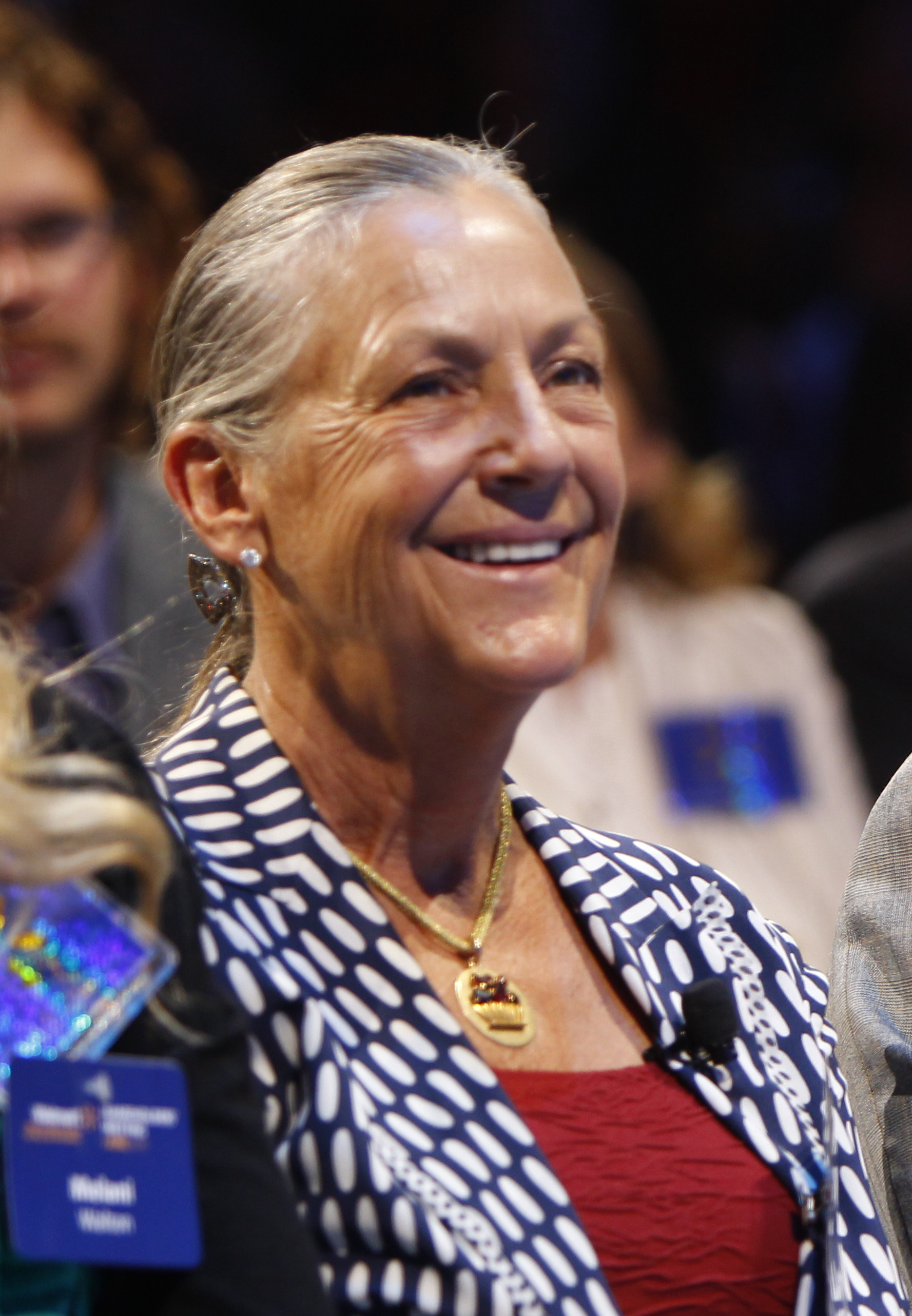
Еліс Волтон

За рейтингом Forbes «Найбагатші жінки світу» за 2019 рік, найбагатшою жінкою у світі була Крісті Волтон — спадкоємиця капіталу імперії «Wal-Mart» чоловіка Джона Волтона зі статками понад $20 млрд на 2005 рік. За нею йшла Еліс Волтон з капіталом $19,5 млрд.  Нині Wal-Mart (засн. 1962) – найбільша у світі роздрібна мережа, у яку входять понад 7,9 тис. магазинів, працює близько 2 млн службовців, а річний обсяг продажів становить $400 млрд. Третє місце посіла спадкоємиця імперії L'Oreal Ліліан Бетанкур зі статками $15 млрд. Серед мільярдерок, які не потрапили в першу двадцятку, – авторка поттеріани та благодійниця Джоан Роулінг, колишня очільниця eBay Маргарет Вітмен і телезірка Опра Вінфрі. 2019 року чиста вартість майна 20 найбагатших жінок планети сягнула $160 млрд. Ці гроші були зароблені у різних галузях бізнесу, включаючи фінанси, нерухомість, обробну промисловість і товари широкого вжитку.

## 2018
П'ятірка найбагатших жінок

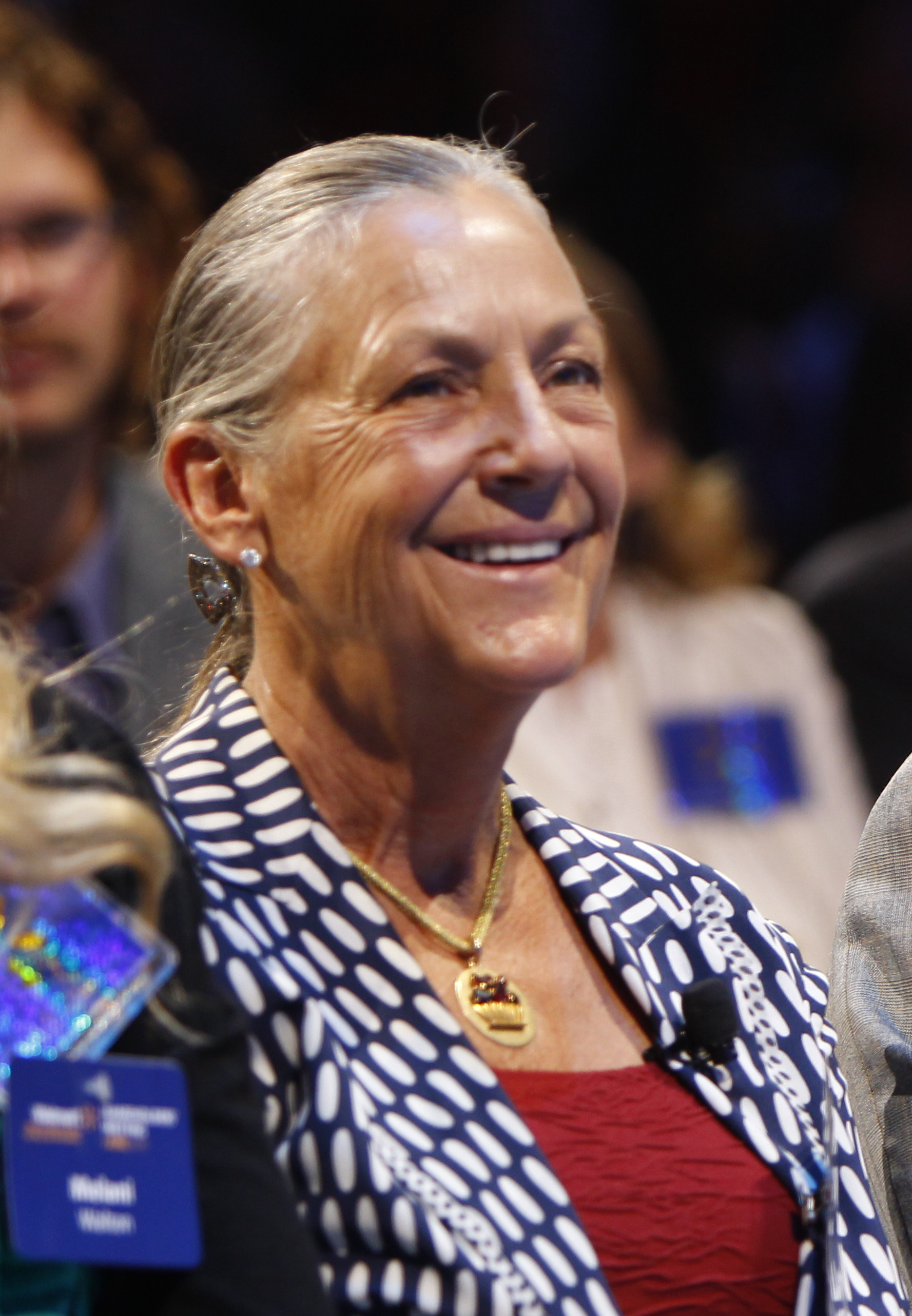
1  а  - Еліс Волтон США
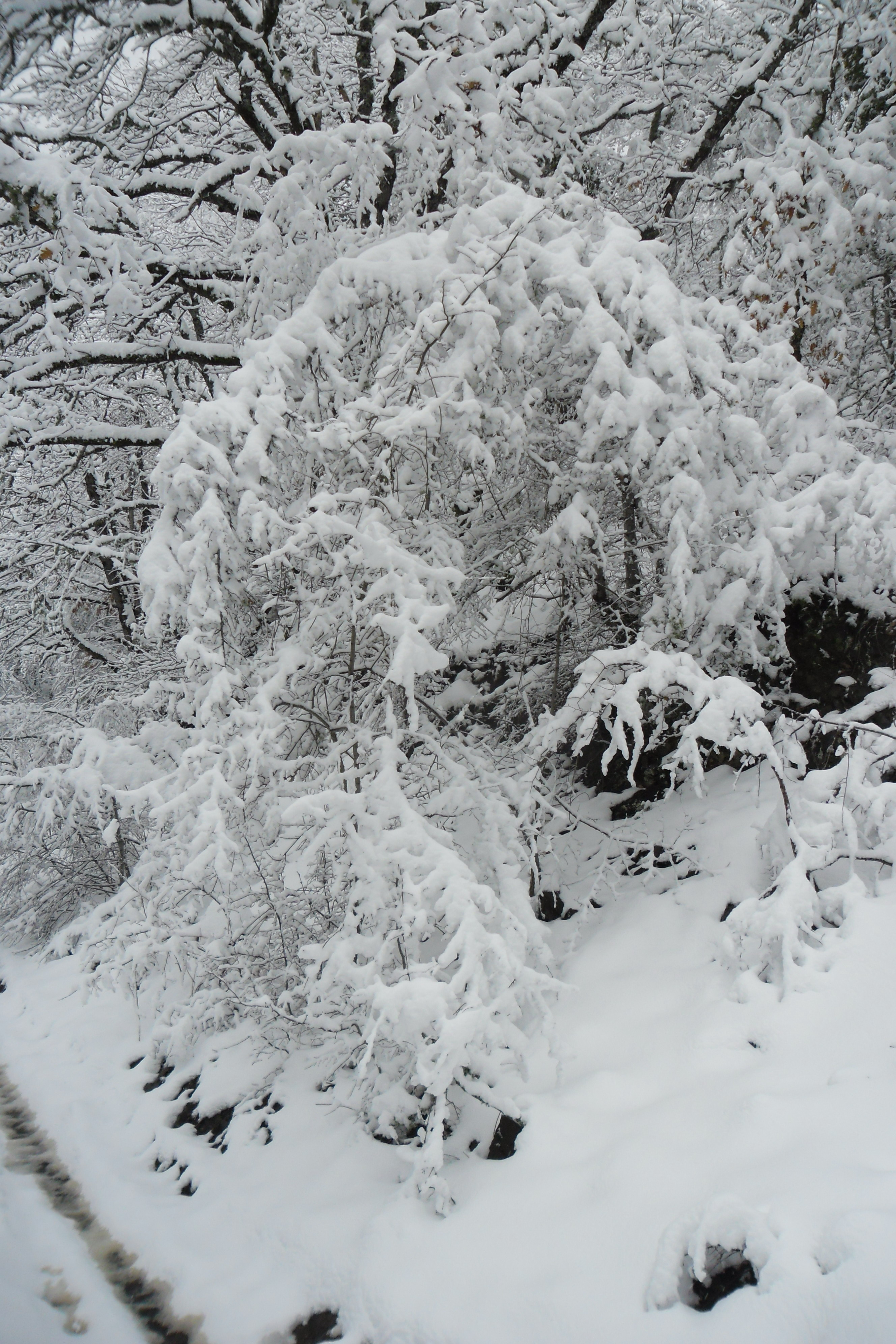
2  а  - Жаклін Марс США
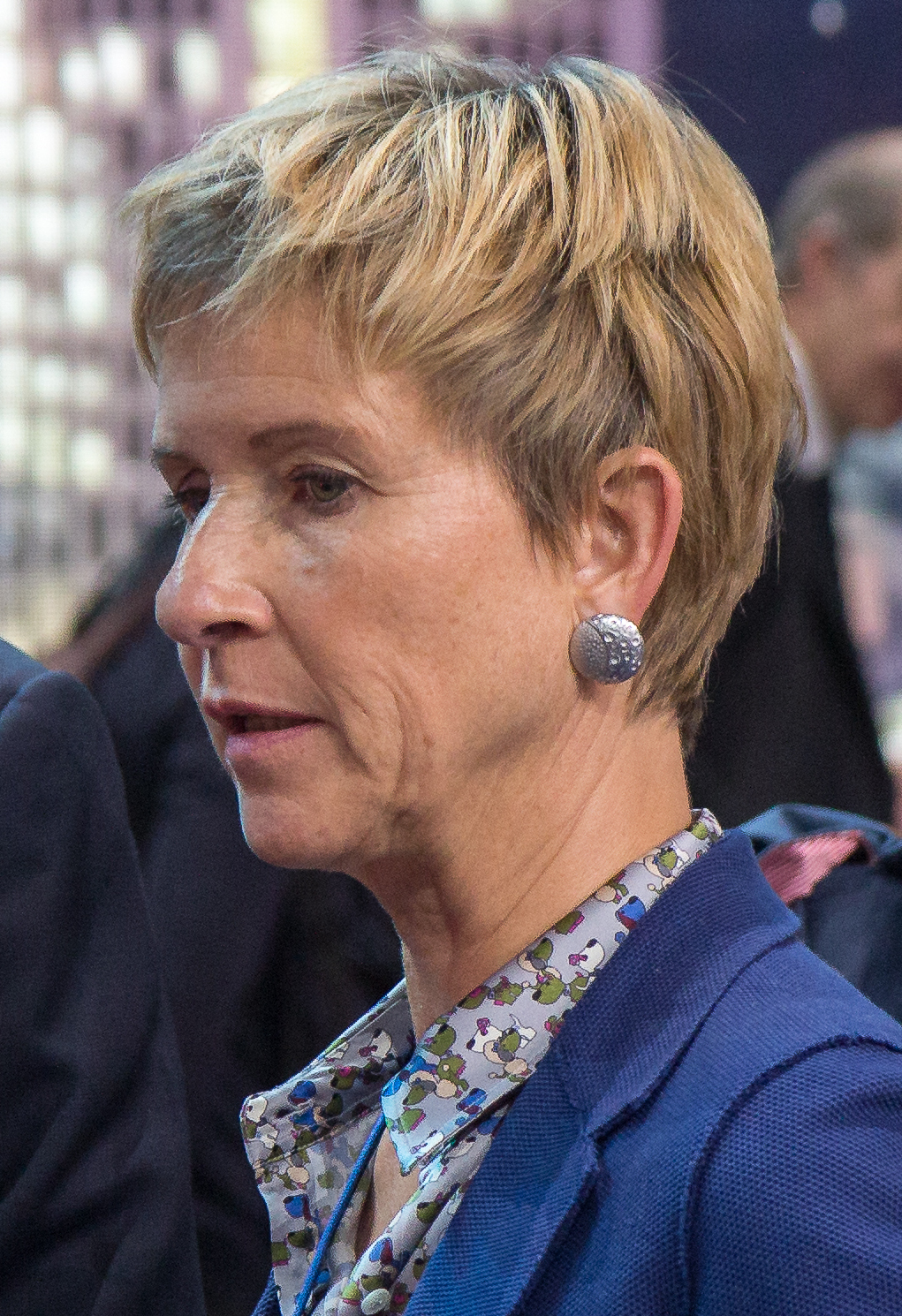
4  а  - Сьюзен Клаттен Німеччина
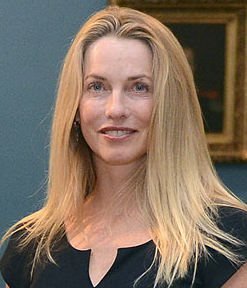
5  а  - Лорен Пауелл Джобс США

## 2017
П'ятірка найбагатших жінок

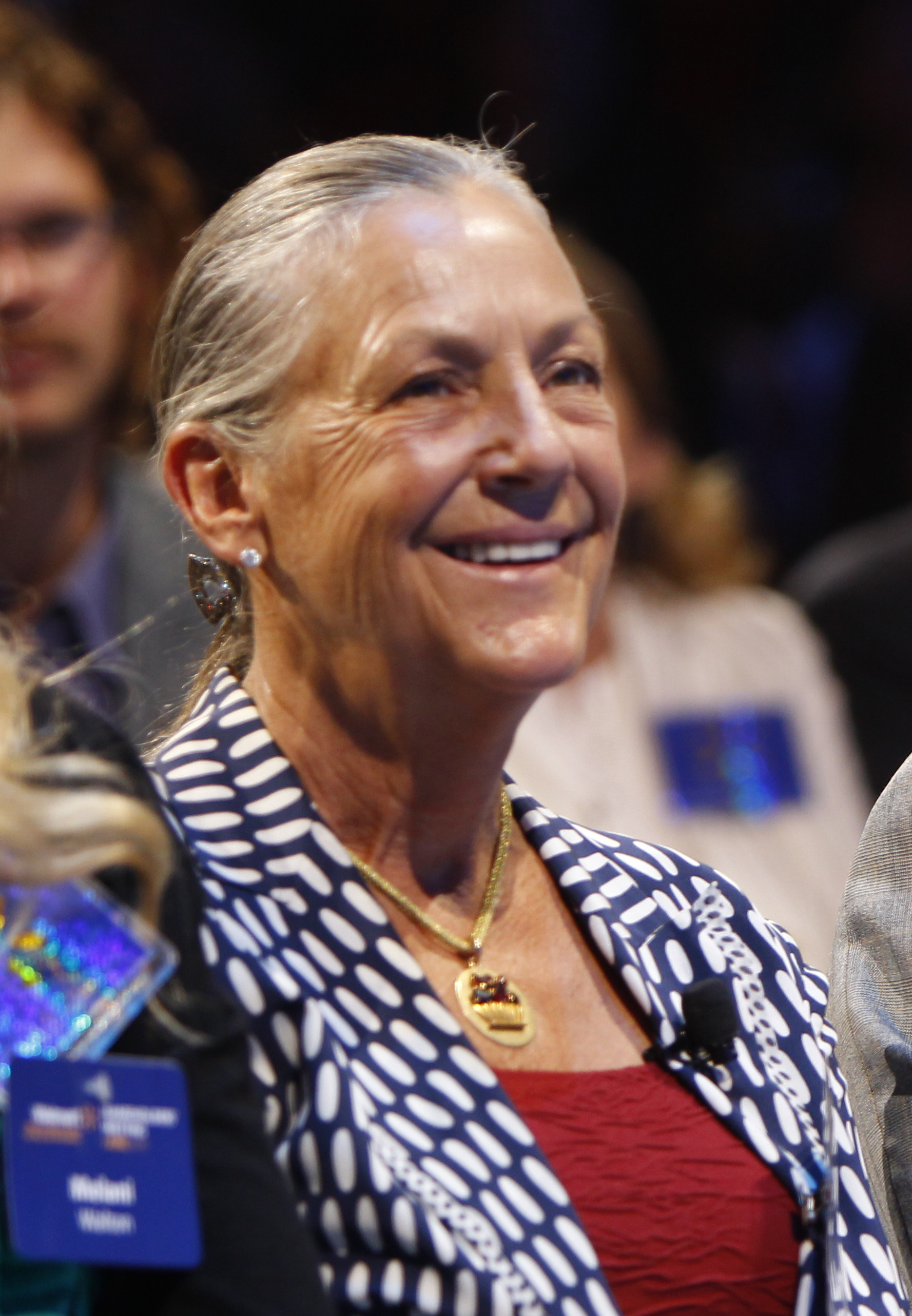
2  а  - Еліс Волтон США
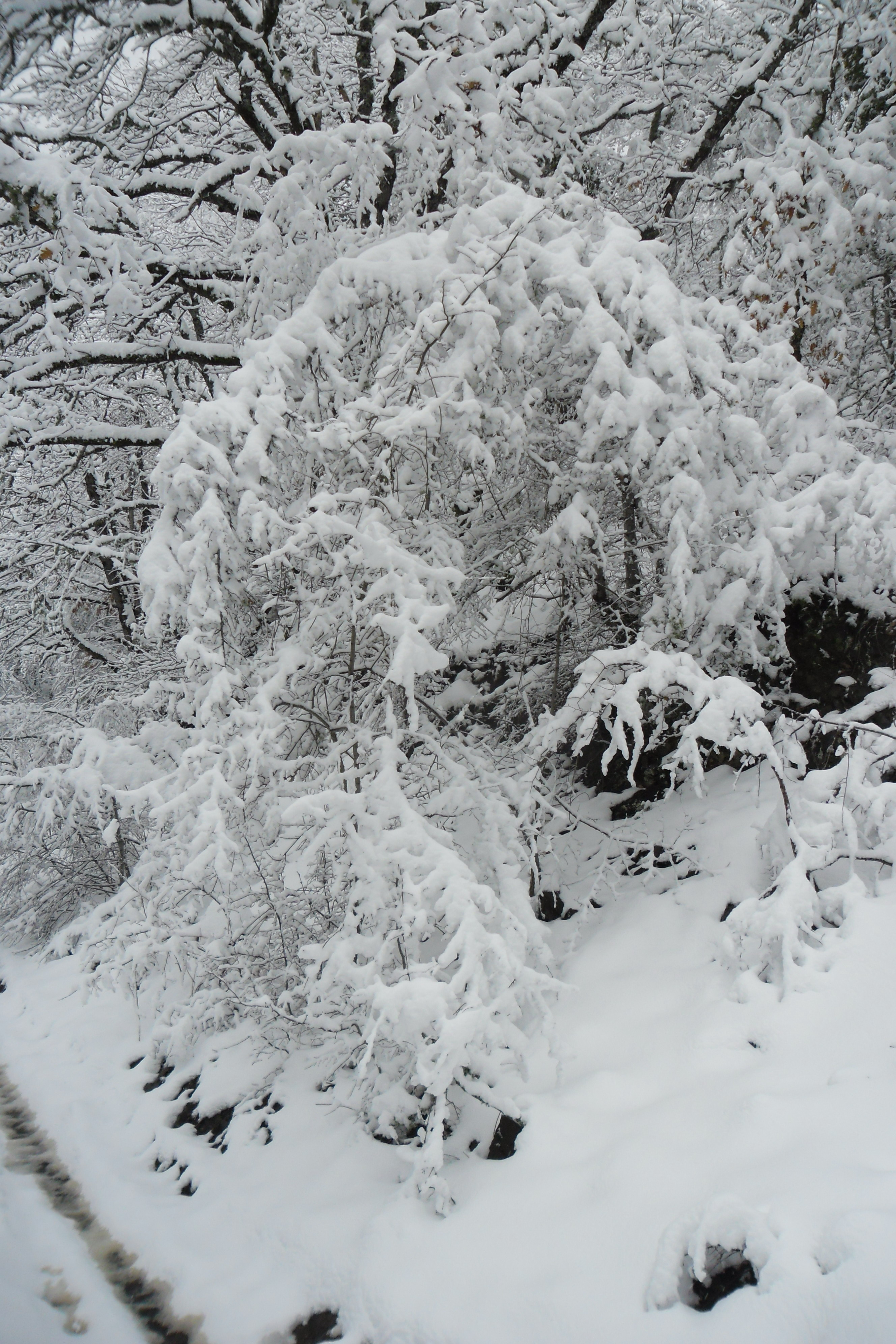
3  я  - Жаклін Марс США
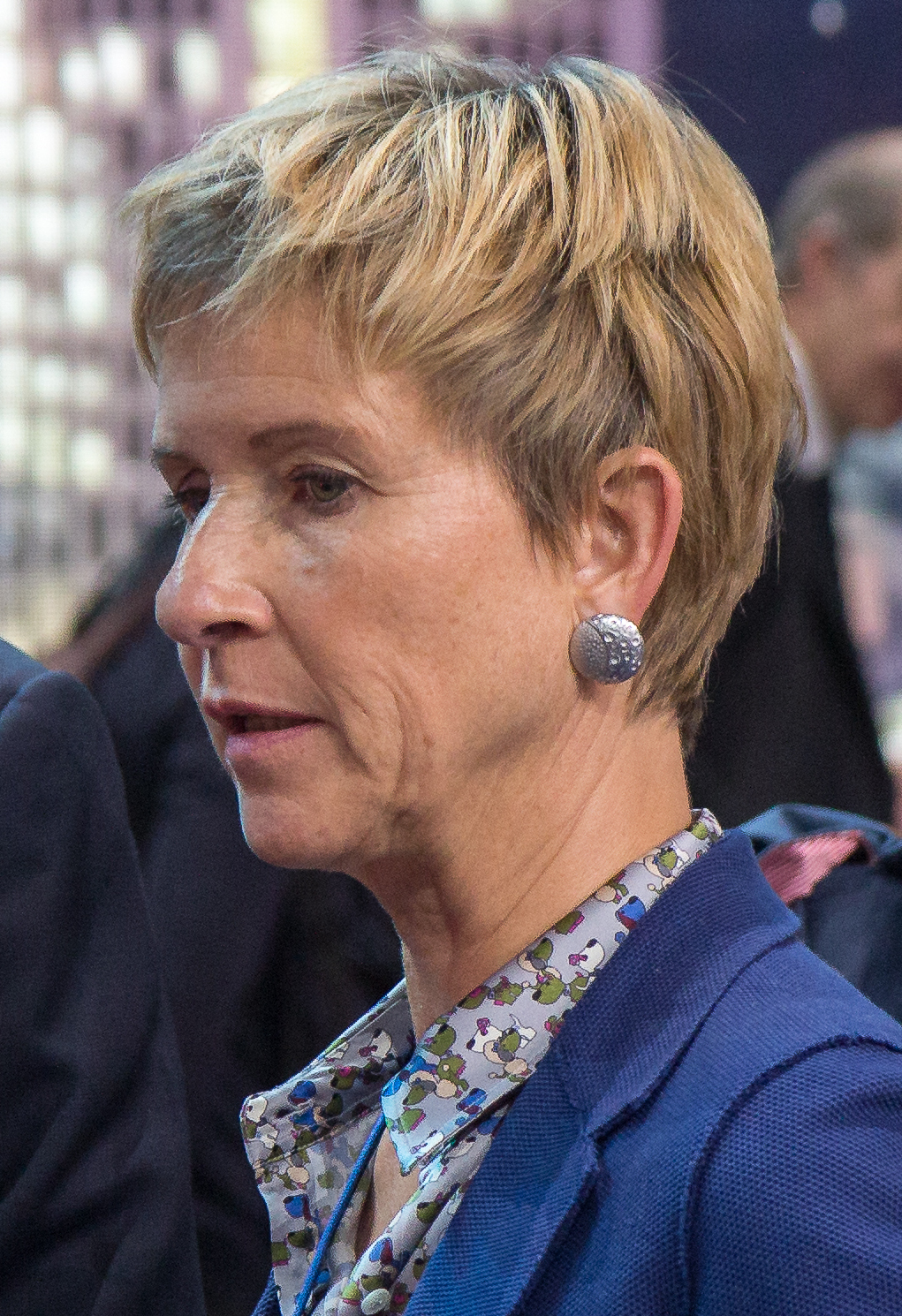
5  а  - Сьюзен Клаттен Німеччина

## 2016
П'ятірка найбагатших жінок

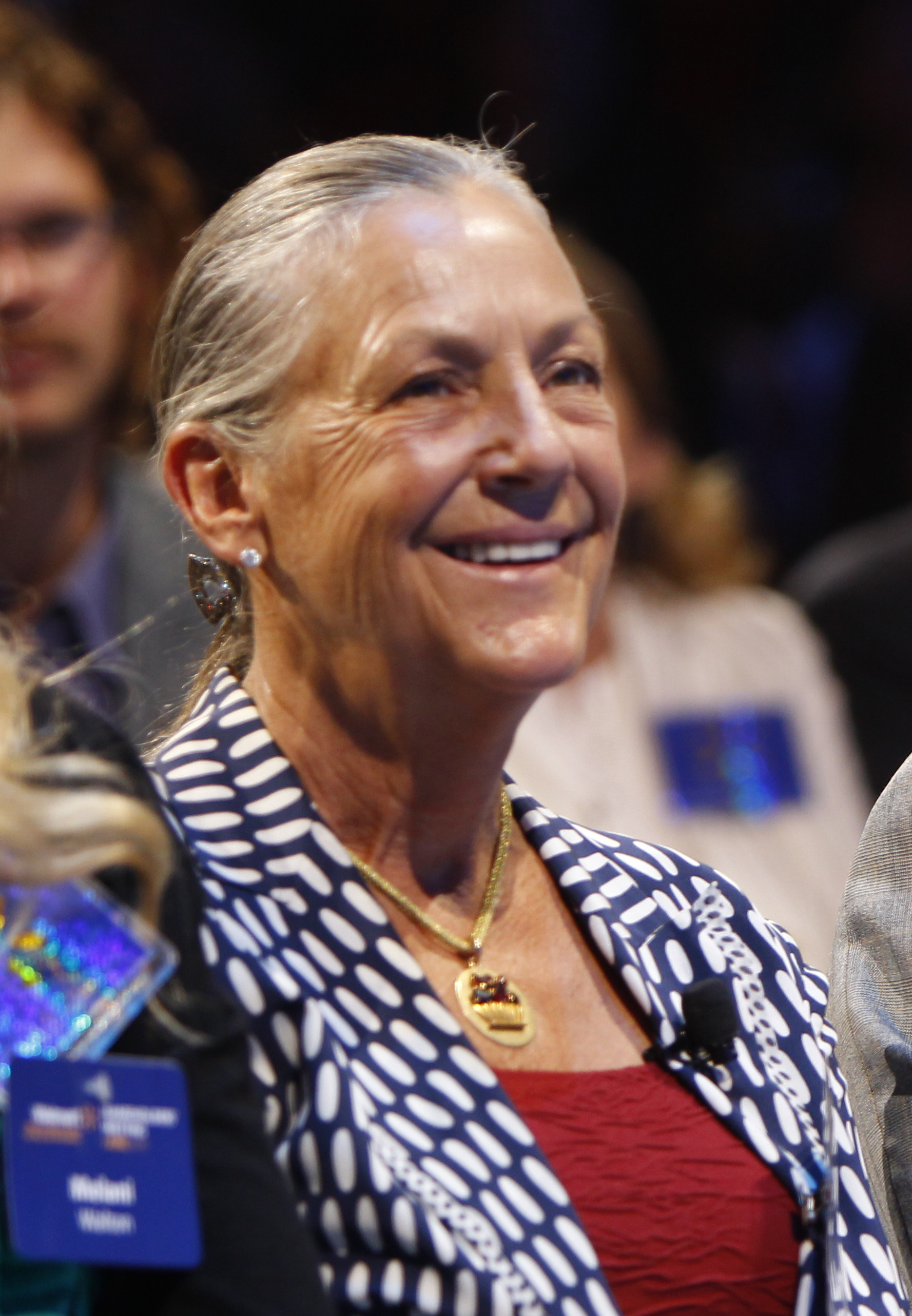
2  а  - Еліс Волтон США
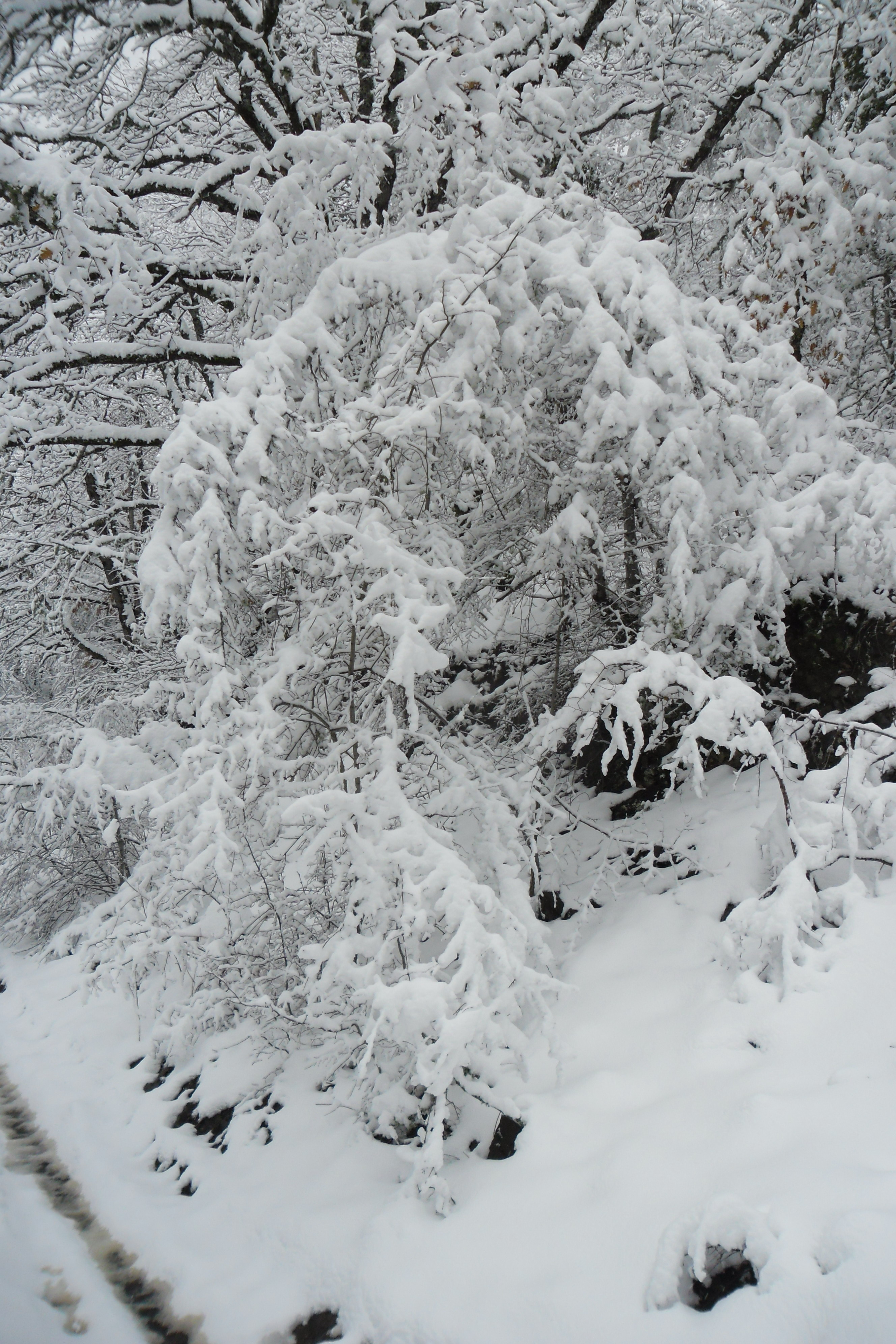
4  а  - Жаклін Марс США

## Найбагатші жінки світу (Forbes, 2009)[1]
| Місце | Ім'я                       | Статки, $ млрд. |
| ----- | -------------------------- | --------------- |
| 1     | Крісті Волтон              | 20              |
| 2     | Еліс Волтон                | 19,5            |
| 3     | Ліліан Беттанкур           | 15              |
| 4     | Сюзанна Клаттен            | 12              |
| 5     | Біргіт Раузінг             | 11              |
| 6     | Жаклін Марс                | 9,5             |
| 7     | Енн Кокс Чемберс           | 9               |
| 8     | Абігайл Джонсон            | 8,5             |
| 9     | Савітрі Джиндал            | 6               |
| 10    | Шарлін де Карвало-Гайнекен | 5,5             |
| 11    | Полін Макміллан Кейнат     | 5,5             |
| 12    | Маріон Макміллан Піктет    | 5,5             |
| 13    | Антонія Джонсон            | 5               |
| 14    | Йогана Квант               | 5               |
| 15    | Ян Хуейянь                 | 4,8             |
| 16    | Доротея Стайнбрух          | 4,8             |
| 17    | Блер Перр-Океден           | 4,5             |
| 18    | Шері Арісон                | 3,2             |
| 19    | Гайді Хортен               | 3               |
| 20    | Розалія Міра               | 2,9             |